# Schwedische Frauen-Rugby-Union-Nationalmannschaft
Die schwedische Frauen-Rugby-Union-Nationalmannschaft (schwedisch Sveriges damlandslag i rugby union) ist die Nationalmannschaft Schwedens in der Sportart Rugby Union und repräsentiert das Land bei allen Länderspielen (Test Matches) der Frauen. Die organisatorische Verantwortung trägt der Verband Svenska Rugbyförbundet (SRF). Traditionell spielt Schweden in blau-gelb-gestreiften Trikots mit blauen Hosen und gelben Socken.
1984 bestritt Schweden sein erstes Test Match gegen die Niederlande. Schweden nahm bisher an vier Weltmeisterschaften teil und erreichte beim Turnier 1994 mit dem zehnten Platz sein bestes Ergebnis. Die Mannschaft errang bei Europameisterschaften bisher einen Titel und klassierte sich ein Mal auf dem zweiten sowie drei Mal auf dem dritten Platz.

## Organisation
Verantwortlich für die Organisation von Rugby Union in Schweden ist der Verband Svenska Rugbyförbundet (SRF). Der SRF wurde 1932 als Stockholms Rugbyförbund gegründet und 1988 Vollmitglied des International Rugby Football Board (IRFB; heute World Rugby). Außerdem trat Svenska Rugbyförbundet im Jahr 1958 dem Kontinentalverband Fédération Internationale de Rugby Amateur (FIRA; heute Rugby Europe) bei.

## Geschichte
Schweden gilt als einer der Pioniere im internationalen Frauenrugby und bestritt 1984 sein erstes Test Match gegen die Niederlande, zwei Jahre nach dem weltweit ersten Frauenrugbyländerspiel überhaupt. Die Schwedinnen nahmen an den Weltmeisterschaften der Jahre 1991, 1994, 1998 und 2010 teil. 2017 kehrten sie nach dreijähriger Abstinenz in das Frauenrugby zurück.
Schweden gewann die Europameisterschaft 2021–2022. Die Schwedinnen unterlagen in ihrem ersten Spiel der Europameisterschaft 2024 den Niederländerinnen mit 0:59.

## Trikot
Schweden spielt traditionell in blau-gelb-gestreiften Trikots mit blauen Farbakzenten, blauen Hosen und gelben Socken.

## Test Matches
Schweden hat 31 seiner bisher 86 Test Matches gewonnen, was einer Gewinnquote von 36,05 % entspricht. Die Statistik der Test Matches Schwedens gegen alle Nationen, alphabetisch geordnet, ist wie folgt (Stand: 26. April 2025):
| Land               | Spiele | Gewonnen | Unent- schieden | Verloren | % Siege |
| ------------------ | ------ | -------- | --------------- | -------- | ------- |
| Belgien            | 3      | 3        | 0               | 0        | 100,00  |
| Deutschland        | 10     | 7        | 0               | 3        | 70,00   |
| England            | 3      | 0        | 0               | 3        | 0,00    |
| Finnland           | 4      | 4        | 0               | 0        | 100,00  |
| Frankreich         | 4      | 0        | 0               | 4        | 0,00    |
| Italien            | 8      | 3        | 0               | 5        | 37,50   |
| Japan              | 2      | 1        | 0               | 1        | 50,00   |
| Kanada             | 1      | 0        | 0               | 1        | 0,00    |
| Kasachstan         | 4      | 0        | 0               | 4        | 0,00    |
| Niederlande        | 18     | 3        | 0               | 15       | 16,67   |
| Norwegen           | 1      | 1        | 0               | 0        | 100,00  |
| Portugal           | 2      | 1        | 0               | 1        | 50,00   |
| Russland           | 4      | 4        | 0               | 0        | 100,00  |
| Samoa              | 1      | 0        | 0               | 1        | 0,00    |
| Schottland         | 9      | 0        | 0               | 9        | 0,00    |
| Schweiz            | 1      | 1        | 0               | 0        | 100,00  |
| Spanien            | 6      | 1        | 0               | 5        | 16,67   |
| Vereinigte Staaten | 1      | 0        | 0               | 1        | 0,00    |
| Wales              | 3      | 1        | 0               | 2        | 33,33   |
| Gesamt             | 86     | 31       | 0               | 55       | 36,05   |

## Erfolge

### Weltmeisterschaften
Schweden hat sich bisher für vier Weltmeisterschaften qualifiziert. Das beste Resultat war der zehnte Platz beim Turnier 1994.
| Jahr | Resultat            | Spiele             | Siege              | Unent.             | Ndlg.              | +/-                | Punkte             |
| ---- | ------------------- | ------------------ | ------------------ | ------------------ | ------------------ | ------------------ | ------------------ |
| 1991 | Plate-Viertelfinale | 3                  | 1                  | 0                  | 2                  | 20:55              | –                  |
| 1994 | 10. Platz           | 6                  | 2                  | 0                  | 4                  | 63:206             | –                  |
| 1998 | 15. Platz           | 5                  | 1                  | 0                  | 4                  | 46:209             | –                  |
| 2002 | nicht teilgenommen  | nicht teilgenommen | nicht teilgenommen | nicht teilgenommen | nicht teilgenommen | nicht teilgenommen | nicht teilgenommen |
| 2006 | nicht teilgenommen  | nicht teilgenommen | nicht teilgenommen | nicht teilgenommen | nicht teilgenommen | nicht teilgenommen | nicht teilgenommen |
| 2010 | 12. Platz           | 5                  | 0                  | 0                  | 5                  | 42:131             | 1                  |
| 2014 | nicht qualifiziert  | nicht qualifiziert | nicht qualifiziert | nicht qualifiziert | nicht qualifiziert | nicht qualifiziert | nicht qualifiziert |
| 2017 | nicht qualifiziert  | nicht qualifiziert | nicht qualifiziert | nicht qualifiziert | nicht qualifiziert | nicht qualifiziert | nicht qualifiziert |
| 2021 | nicht qualifiziert  | nicht qualifiziert | nicht qualifiziert | nicht qualifiziert | nicht qualifiziert | nicht qualifiziert | nicht qualifiziert |
| 2025 | nicht qualifiziert  | nicht qualifiziert | nicht qualifiziert | nicht qualifiziert | nicht qualifiziert | nicht qualifiziert | nicht qualifiziert |
| 2029 | noch ausstehend     | noch ausstehend    | noch ausstehend    | noch ausstehend    | noch ausstehend    | noch ausstehend    | noch ausstehend    |
| 2033 | noch ausstehend     | noch ausstehend    | noch ausstehend    | noch ausstehend    | noch ausstehend    | noch ausstehend    | noch ausstehend    |

### Europameisterschaften
Die schwedische Nationalmannschaft beteiligt sich an den Europameisterschaften und entschied eine Austragung für sich.
- Turniersiege (1): 2009

## Spielerinnen

### Aktueller Kader
Die folgenden Spielerinnen bildeten den Kader während der Frauen-Rugby-Union-Europameisterschaft 2024:
| Spielerin         | Position         |
| ----------------- | ---------------- |
| Olivia Palmgren   | Gedrängehalb     |
| Linda Hakansson   | Verbinderin      |
| Carina Trinh      | Hintermannschaft |
| Hanna Borgemyr    | Hintermannschaft |
| Sofya Smolina     | Hintermannschaft |
| Minonna Nunstedt  | Innendreiviertel |
| Tess Proos        | Innendreiviertel |
| Sara Jacobsson    | Außendreiviertel |
| Isabell Wijkström | Außendreiviertel |
| Amanda Swartz     | Schlussfrau      |

| Spielerin               | Position               |
| ----------------------- | ---------------------- |
| Maja Meuller            | Haklerin               |
| Hannah Persson          | Haklerin               |
| Marielle Andersson      | Pfeiler                |
| Linn Olforser           | Pfeiler                |
| Pauline Sarg            | Pfeiler                |
| Jennifer Sundqvist      | Pfeiler                |
| Linnea Flyman           | Zweite-Reihe-Stürmerin |
| Cornelia Noren          | Zweite-Reihe-Stürmerin |
| Emma Thönssen           | Zweite-Reihe-Stürmerin |
| Emma Wedervang          | Zweite-Reihe-Stürmerin |
| Elizabeth Sonnenholzner | Flügelstürmerin        |
| Elin Sterner            | Flügelstürmerin        |
| Emma Ytterbom           | Flügelstürmerin        |

### Bekannte Spielerinnen
Bisher ist noch keine schwedische Spielerin in die World Rugby Hall of Fame aufgenommen worden.